# Txaptxatxí
Txaptxatxí (en rus: Чапчачи́) és un poble (un possiólok) de l'óblast d'Astracan, a Rússia, segons el cens del 2014 tenia 403 habitants.